# Kokorów Nowy
Kokorów Nowy (ukr. Новий Кокорів) – wieś na Ukrainie, w obwodzie tarnopolskim, w rejonie krzemienieckim.
Przynależność administracyjna przed 1939 r.: gmina Bereźce, powiat krzemieniecki, województwo wołyńskie.